# Ptocasius kinhi
Ptocasius kinhi är en spindelart som beskrevs av Zabka 1985. Ptocasius kinhi ingår i släktet Ptocasius och familjen hoppspindlar. Inga underarter finns listade i Catalogue of Life.